# روبرت ستيوارت فيكونت كاسلري

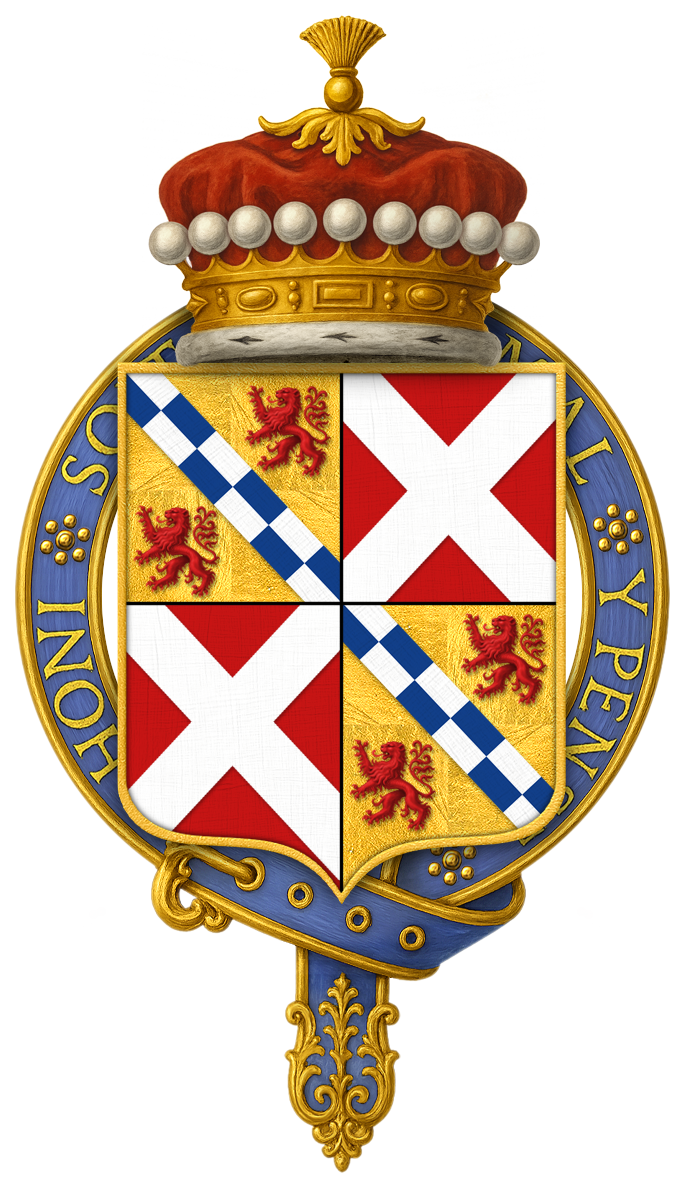
شعارات مقسمة لروبرت ستيوارت، فيكونت كاسلري، وسام الملك

روبرت ستيوارت، المركيز الثاني للندنديري، فارس الرباط، فارس الصليب الأعظم لمجلس هانوفر، عضو المجلس الملكي الخاص، وعضو المجلس الملكي الخاص (إيرلندا) (١٨ حزيران ١٧٦٩ – ١٢ آب ١٨٢٢)، المعروف عادةً بلقب اللورد كاسلري، المشتق من اللقب الفخري "الفيكونت كاسلري" (بريطانيا: /ˈkɑːsəlreɪ/ كاه-سل-راي) الذي كان يُلقب به من عام ١٧٩٦ حتى عام ١٨٢١، كان رجل دولة وسياسيًا بريطانيًا من أصول أيرلندية. بصفته سكرتيرًا لنائب الملك في أيرلندا، عمل على قمع تمرد عام ١٧٩٨ وضمان تمرير قانون الاتحاد الأيرلندي عام ١٨٠٠. وبصفته وزير خارجية المملكة المتحدة منذ عام ١٨١٢، كان محوريًا في إدارة التحالف الذي هزم نابليون، وكان المفوض البريطاني في مؤتمر فيينا. في حكومة ما بعد الحرب برئاسة اللورد ليفربول، اعتُبر كاسلري مؤيدًا لإجراءات صارمة ضد الدعوات للإصلاح، وانتهت حياته كشخص معزول وغير محبوب.
في بداية مسيرته المهنية في أيرلندا، وبعد زيارة فرنسا الثورية ، تراجع كاسلري عن السياسات الديمقراطية لناخبيه المشيخيين في أولستر . وعبر قاعة مجلس العموم الأيرلندي دعمًا للحكومة، وتولى دورًا قياديًا في اعتقال أعضاء المؤامرة الجمهورية، الأيرلنديين المتحدين ، ومن بينهم شركاؤه السياسيون السابقون. بعد ثورة عام ١٧٩٨، وبصفته السكرتير الأول لأيرلندا ، دفع قانون الاتحاد عبر البرلمان الأيرلندي . ومع ذلك، عجز عن التغلب على مقاومة الملك جورج الثالث لتحرير الكاثوليك الذي اعتقدوا أنه كان ينبغي أن يصاحب إنشاء المملكة المتحدة ، فاستقال هو ورئيس الوزراء ويليام بيت .
منذ عام ١٨٠٥، شغل كاسلري منصب وزير الدولة لشؤون الحرب في الإدارة الثانية لبيت، ومن عام ١٨٠٦، تحت إدارة دوق بورتلاند. وفي عام ١٨٠٩، اضطر إلى الاستقالة بعد مبارزته مع وزير الخارجية جورج كانينغ. في عام ١٨١٢، عاد كاسلري إلى الحكومة ليخدم تحت إدارة اللورد ليفربول كوزير للخارجية وزعيم لمجلس العموم.
نظم كاسلري التحالف الذي هزم نابليون وموّله، وجمع القوى في معاهدة شومون عام ١٨١٤. بعد تنازل نابليون الثاني عن العرش عام ١٨١٥، عمل كاسلري مع المحاكم الأوروبية الممثلة في مؤتمر فيينا لصياغة النظام الإقليمي المحافظ على وجه العموم، والذي استمر حتى منتصف القرن. عارض فرض شروط قاسية على فرنسا، معتقدًا أن معاهدة مبنية على الانتقام ستخل بتوازن القوى الضروري. أُعيد آل بوربون إلى العرش الفرنسي، وأُعيدت حدود فرنسا إلى خطوط عام ١٧٩١. وأُعيدت مستعمراتها التي احتلتها بريطانيا. في عام ١٨٢٠، أعلن كاسلري سياسة عدم التدخل، مقترحًا أن تبقى بريطانيا بمنأى عن شؤون القارة.
بعد عام ١٨١٥، في الداخل، دعم كاسلري إجراءات قمعية ربطته في الرأي العام بمجزرة بيترلو عام ١٨١٩. وكان مكروهًا على نطاق واسع في كل من أيرلندا وبريطانيا العظمى، وأُثقل بالعمل، وتعرض لضغوط نفسية، فانتحر عام ١٨٢٢.

## الحياة المبكرة والمسيرة المهنية في أيرلندا
ولد روبرت في ١٨ حزيران ١٧٦٩ في شارع هنري رقم ٢٨، في الجانب الشمالي من دبلن. كان الابن الثاني والوحيد الباقي على قيد الحياة لروبرت ستيوارت (الأب) وزوجته سارة فرانسيس سيمور-كونواي. تزوج والداه عام ١٧٦٦.

## عائلة ستيوارت
كانت عائلة ستيوارت أسرة اسكتلندية استقرت في دونيغال، وتحوّلت ثرواتها بعد زواج جد كاسلري، ألكسندر ستيوارت، من وريثة من شركة الهند الشرقية. سمح الإرث من روبرت كوان، حاكم بومباي السابق، بشراء ممتلكات واسعة في شمال داون، بما في ذلك ملكية العائلة المستقبلية، ماونت ستيوارت، على ضفاف مضيق سترانغفورد.
بصفته مشيخيًا (أحد "المنشقين")، وليس عضوًا في الكنيسة الأنجليكانية الرسمية (كنيسة أيرلندا)، حاز والد كاسلري، روبرت ستيوارت، سمعة طيبة كصديق للإصلاح. في عام ١٧٧١، ومرة أخرى عام ١٧٧٦، انتُخب عن مقاطعة داون في مجلس العموم الأيرلندي. في عام ١٧٧٨، انضم إلى حركة المتطوعين الأيرلنديين، وشكل فرقة مسلحة ومدرّبة من ممتلكاته. في البرلمان وبين صفوف المتطوعين، كان صديقًا وداعمًا للورد تشارلمونت ولسياساته التي كانت تؤيد سعي المتطوعين لاستقلال البرلمان الخاص بطبقة الهيمنة الأيرلندية، ولكن دون الدعوة لإصلاحه أو منح الحرية للكاثوليك.
عُيّن روبرت ستيوارت الأب بارون لندنديري عام ١٧٨٩، وفيكونت كاسلري عام ١٧٩٥، وإيرل لندنديري عام ١٧٩٦ من قِبل الملك جورج الثالث ، مما مكّنه من الجلوس في وستمنستر بمجلس اللوردات كنبيل ممثل أيرلندي ، بدءًا من قانون الاتحاد عام ١٨٠٠. وفي عام ١٨١٦، رُقّي إلى ماركيز لندنديري . 
توفيت والدة روبرت الصغير أثناء الولادة عندما كان يبلغ عامًا واحدًا فقط. كانت الليدي سارة فرانسيس سيمور-كونواي ابنة فرانسيس سيمور-كونواي، المركيز الأول لهيرتفورد، وإيزابيلا فيتزروري. وكان اللورد هيرتفورد سفيرًا لبريطانيا في فرنسا (١٧٦٤–١٧٦٥) ونائب الملك في أيرلندا (١٧٦٥–١٧٦٦). وكانت إيزابيلا فيتزروري ابنة تشارلز فيتزروري، دوق جرافتون الثاني.
بعد خمس سنوات، تزوج والده من الليدي فرانسيس برات، الابنة ذات الشخصية المستقلة لتشارلز برات، الإيرل الأول لكامدن (١٧١٤–١٧٩٤)، وهو فقيه إنجليزي بارز وداعم سياسي بارز لكل من ويليام بيت، الإيرل الأول لتشاتهام، وابنه ويليام بيت الأصغر. ربطت زيجات روبرت ستيوارت الأب عائلته بطبقات النبلاء الإنجليز العليا والنخب السياسية. وكانت علاقة العائلة بكامدن ذات أهمية خاصة في المسيرة السياسية لكل من الأب والابن. أنجبت له زوجته الثانية، فرانسيس برات، أحد عشر طفلًا من غير الأم، من بينهم الأخ غير الشقيق، تشارلز ويليام ستيوارت (لاحقًا فاين)، بارون ستيوارت في كورت ستيوارت وباليلون في مقاطعة دونيغال (١٨١٤)، والمركيز الثالث للندنديري (١٨٢٢).

## التعليم
عانى روبرت ستيوارت الأصغر من مشكلات صحية متكررة في طفولته، وأُرسل إلى المدرسة الملكية في أرما بدلًا من الذهاب إلى إنجلترا للتعليم الثانوي. وبناءً على تشجيع من تشارلز برات، الإيرل الأول لكامدن، الذي أولاه اهتمامًا خاصًا وتعامل معه كأنه حفيد له، التحق لاحقًا بكلية سانت جونز في جامعة كامبريدج (١٧٨٦–١٧٨٧)، حيث درس بجدّ أكثر مما هو متوقع من أحد النبلاء وتفوّق في امتحانات السنة الأولى. لكنه انسحب لاحقًا، مدعيًا المرض، واعترف لكامدن بأن العلة كانت شيئًا "لا يمكن ذكره مباشرة أمام النساء"، أي شيء ينتقل جنسيًا.
في صيف عام ١٧٩٠، انتُخب ستيوارت عضوًا في البرلمان الأيرلندي عن دائرة مقاطعة داون التابعة لعائلته. وفي مقاطعة تضم عددًا كبيرًا بشكل استثنائي من الناخبين الأحرار، خاض حملته الانتخابية ضد مرشحي عائلات الطبقة السائدة في المقاطعة، وعلى هذا الأساس وحده كسب تعاطف ودعم نادي الوحدويين الشماليين في بلفاست. وقد كان ذلك جزءًا من استراتيجيته الواعية للاستفادة من مشاعر المتطوعين القوية والداعية للإصلاح.
وفي رسالة إلى صحيفة "بلفاست نيوزليتر"، أعلن تأييده للإصلاح البرلماني (الإصلاح الذي كان من شأنه إلغاء الدوائر الانتخابية المُسيطَر عليها من قبل العائلات الأرستقراطية، والتي سمحت لهم بالتحكم بمقاعد في مجلس العموم إلى جانب وجودهم في مجلس اللوردات). وبهذا، كسب دعم العديد من الأشخاص الذين، بعد أن فقدوا الأمل في "الوطنيين" البرلمانيين، انضموا لاحقًا إلى صفوف جمعية الإيرلنديين المتحدين.
في مجلس العموم، رفض عرضًا بمنصب حكومي وجلس كعضو مستقل. لكنه، بخلاف ذلك، لم يترك أثرًا كبيرًا، واعتُبر خطيبًا ضعيفًا.

## تأملات حول الثورة في فرنسا
في يوليو 1791، وبعد أن قرأ كتاب "تأملات حول الثورة في فرنسا" لإدموند بيرك (صديق العائلة) وعلم أن المتطوعين الأيرلنديين في بلفاست كانوا يستعدون للاحتفال بيوم الباستيل ، قرر ستيوارت الحكم على الأحداث في فرنسا بنفسه.  :46–47في سبا ، هولندا النمساوية، واجه صعوبة في التعاطف مع النظرة الرجعية للمهاجرين الفرنسيين. لكن بعد وصوله إلى فرنسا في نوفمبر، أقرّ بأنه على الرغم من عدم "إعجابه" بحكومة أيرلندا، "فإنني أُفضّلها على الثورة". 
لم يكن ستيوارت مقتنعًا برأي بيرك القائل بأن الثورة ستنتج "كرومويل فرنسي"، رغم أنه أدرك أن مبادئ الحرية لم تكن مترسخة خارج باريس. وبينما كانت الفصائل الثورية، اليعاقبة والجيرونديون، تتصارع للسيطرة في العاصمة، كان "الشعب ككل" هو من "سيقرر في النهاية بينهما".
وفي "مثال مبكر على تشككه من التدخل الأجنبي"، جادل ستيوارت بأن جيران فرنسا ليسوا في موقع يمكنهم من منحها حكومة. فقد يتمكن الإمبراطور النمساوي من الزحف بجيشه إلى باريس، ولكن ما لم يكن مستعدًا لإبقائه هناك، فإن النظام القديم المستعاد سينهار من جديد.
عاد ستيوارت إلى الأراضي المنخفضة النمساوية في خريف عام ١٧٩٢، لكنه لم يتمكن من عبور الخطوط الأمامية العسكرية إلى فرنسا. ومع ذلك، فإن أنباء انتصار اليعاقبة في باريس، وبعد انتصارهم في فالمي ، وإمكانية قيام فرنسا بحملة دفاعية عن الثورة خارج حدودها، أقنعته بأنه "لن يمر وقت طويل قبل أن يواجه أنصاره في أيرلندا". 

## التخفيف عن الكاثوليك، والولاء لـ بيت
عندما عاد ستيوارت إلى البرلمان في دبلن عام ١٧٩٣، أيّد مشروع قانون الإغاثة الكاثوليكية . وكان بذلك يدعم سياسة رئيس الوزراء البريطاني ويليام بيت الذي قرر التوفيق بين الرأي العام الكاثوليكي استعدادًا للحرب الوشيكة مع الجمهورية الفرنسية الجديدة المناهضة لرجال الدين .  وبينما دعا إلى إزالة ما تبقى من عوائقهم المدنية، امتنع ستيوارت عن تأييد توسيع نطاق حق التصويت للكاثوليك بنفس شروط الملكية الحرة البالغة أربعين شلنًا للبروتستانت المنصوص عليها في مشروع القانون.  وأشار إلى أن حرمان الهيمنة الآن من أحياء جيوبهم سيؤدي إلى تشكيل الكاثوليك أغلبية ساحقة من الممثلين في البرلمان الأيرلندي. وتساءل: "هل يمكن للبنية الفوقية البروتستانتية أن تستمر طويلًا في الاعتماد على هذا الأساس؟"  :32–33
ومع ذلك، بدا أن ولاءه لـ بيت غير مشروط. في نيسان 1793، عُيِّن ستيوارت برتبة مقدم في الميليشيا الجديدة التابعة للحكومة، والتي كانت بديلًا عن المتطوعين المحظورين الآن. قاد ميليشيا لندنديري، وتمت ترقيته إلى رتبة عقيد في الفوج عام 1800.
في عام 1794، وبفضل دعم مصالحه جزئيًا من خلال علاقاته بعائلة كامدن، عُرض على ستيوارت مقعد تم التحكم به حكوميًا في تريغوني بمقاطعة كورنوول. وفي عام 1796، انتقل إلى مقعد عن دائرة أورفورد في سوفولك، والتي كانت في مصلحة عائلة والدته سيمور-كونواي (ماركيز هرتفورد). شغل هذه المقاعد بالتزامن مع مقعد المقاطعة في إيرلندا.

## الزواج
في عام 1794، تزوج ستيوارت من أميليا (إميلي) هوبارت ، ابنة جون هوبارت، إيرل باكينجهامشير الثاني ،  السفير البريطاني السابق لدى روسيا (1762-1765) واللورد ملازم أيرلندا (1776-1780). كانت والدتها، كارولين كونولي، حفيدة ويليام كونولي ، رئيس مجلس العموم الأيرلندي في أوائل القرن الثامن عشر وواحد من أغنى ملاك الأراضي في أيرلندا. كان شقيق كارولين، توماس كونولي، متزوجًا من لويزا لينوكس ، شقيقة إميلي فيتزجيرالد، دوقة لينستر ، التي كان ابنها وابن عم إميلي، اللورد إدوارد فيتزجيرالد، زعيمًا للأيرلنديين المتحدين وأحد شهدائهم في المراحل الأولى من الثورة الأيرلندية عام 1798 .
كانت إميلي ستيوارت معروفة كزوجة مضيفة بارزة لزوجها في كل من إيرلندا ولندن وخلال بعض من أبرز بعثاته الدبلوماسية. وفي سنوات لاحقة، كانت من رموز المجتمع الراقي في لندن خلال فترة الوصاية كواحدة من الراعيات الرئيسيات لنادي ألمكس. وقد اشتهرت في الروايات المعاصرة بجاذبيتها، وثرثرتها، وغرابتها. وبحسب جميع الروايات، فقد ظل الاثنان مخلصين لبعضهما حتى النهاية، ولكن لم يكن لهما أبناء. ومع ذلك، فقد اعتنيا بالطفل فريدريك ستيوارت، بينما كان والده، الأخ غير الشقيق لـ ستيوارت، تشارلز، يخدم في الجيش.

## سكرتير أول لأيرلندا

### قمع الأيرلنديين المتحدين

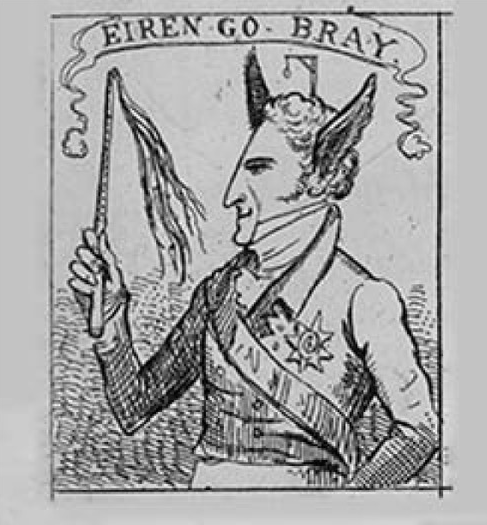
كاسلري الدموية، 1798

في عام 1795، استبدل وليم بيت اللورد الملازم لأيرلندا وليم فيتزويليام، رابع إيرل فيتزويليام، بعمّ ستيوارت، جون برات، ثاني إيرل كامدن. كان فيتزويليام قد دعا إلى استكمال تحرير الكاثوليك من خلال منحهم حق الدخول إلى البرلمان. وقد قوبل وصول كامدن إلى دبلن بأعمال شغب، وفي ذلك العام، انتقل ستيوارت من صفوف المعارضة إلى صفوف المؤيدين للحكومة، أي الجهاز التنفيذي لقلعة دبلن. أصبح ستيوارت مستشارًا أساسيًا للورد الملازم غير المتمرس وغير المحبوب، الذي لم يكن يكبره سوى بعشر سنوات.
في أغسطس 1796، تمت ترقية والد ستيوارت إلى لقب إيرل لندنديري .  كابنه، أصبح ستيوارت يُلقب منذ ذلك الحين باسم فيكونت كاسلري.
في أيلول، وبناءً على أدلة تتعلق بتواصل مع الفرنسيين، قاد كاسلريه بنفسه قوات في سلسلة من المداهمات في بلفاست ومحيطها ("حصار بلفاست") أسفرت عن القبض على أعضاء قياديين في جماعة الإيرلنديين المتحدين. ومن بينهم رجال كانوا قد دعموه في انتخابات عام 1790. وقد نشأت المؤامرة الجمهورية في بلفاست بين مشيّعي الثورتين الأميركية والفرنسية من الطائفة المشيخية، لكنها انتشرت بسرعة في ألستر، وتحالفت مع جماعة "المدافعين" الكاثوليكية، وامتدت إلى أنحاء وسط أيرلندا. في مقاطعة داون، واجه والد كاسلريه صعوبة في تجنيد ميليشيا موالية من بين مستأجريه، وفي نهاية المطاف، ومع توقف دفع الإيجارات بالكامل، وُضعت "ماونت ستيوارت" تحت الحراسة المسلحة.
في ديسمبر 1796، فشلت حملة فرنسية كبيرة إلى أيرلندا في إنزال قواتها في خليج بانتري ، وذلك بسبب الرياح المعاكسة. بصفته ضابطًا في الميليشيا، كان كاسلري مُدركًا تمامًا لضعف الاستعداد لمواجهة مزيج من الجنود الفرنسيين المحترفين والتمرد الذي من المُحتمل أن يُشعله هذا التمرد في جميع أنحاء البلاد.
في شباط 1797، عُيِّن كاسلريه أخيرًا في إدارة قلعة دبلن كحافظ على ختم الملك في أيرلندا. وبعد إعلان الأحكام العرفية، أصبح عضوًا في مجلس الخزانة وعضوًا في المجلس الخاص لأيرلندا (1797–1800). وبناءً على إلحاح كامدن، تولّى كاسلريه العديد من المهام الشاقة التي كانت منوطة بالسكرتير الأول لأيرلندا كثير الغياب، وهو المسؤول عن الإدارة اليومية وفرض نفوذ قلعة دبلن في مجلس العموم. في هذا المنصب، ومنذ آذار 1798 كسكرتير أول بالوكالة، لعب كاسلريه دورًا رئيسيًا في سحق انتفاضة الإيرلنديين المتحدين عندما اندلعت في أيار وحزيران 1798.
في تشرين الثاني 1798، عُيِّن كاسلريه رسميًا في منصب السكرتير الأول خلفًا للورد كورنواليس الذي خلف كامدن.

## إعدامات وليم أور وجيمس بورتر
كانت السياسة العامة لكاسلريه هي تقديم العفو الفوري للمتمردين من الرتب الدنيا، وقد تم تجنيد العديد منهم لاحقًا في الميليشيا، مع التركيز في الوقت نفسه على القيادة السياسية الملتزمة. ومع ذلك، فقد بدأ قبل التمرد بالفعل في كسب لقب "كاسلريه الدموي".
في تشرين الأول 1797، قدمت زوجة أبيه، الليدي فرانسيس، التماسًا إلى كامدن لإنقاذ حياة وليم أور. وقد وُجّهت إليه تهمة أداء قسم جماعة الإيرلنديين المتحدين لجنديين، وكان قد ورد اسمه في نفس أمر القبض الذي استخدمه كاسلريه في المداهمات في أيلول السابق. ووفقًا لما ورد، فقد انهار القاضي بالبكاء أثناء تلاوة حكم الإعدام، الذي نسبه الصحفي الشهير بيتر فينيرتي إلى إصرار كاسلريه على تقديم مثال في وجه تصاعد "الحمى الفرنسية". وفي عام 1811، نجح كاسلريه في إدانة فينيرتي بتهمة التشهير.
بعد التمرد، الذي احتُلّت خلاله "ماونت ستيوارت" لفترة وجيزة، ارتأى كاسلريه السماح لقادة الإيرلنديين المتحدين من الطائفة المشيخية في الشمال بالنفي إلى أميركا. واستُثني من ذلك جيمس بورتر، الذي أُعدم، رغم توسلات الليدي فرانسيس، بعد محكمة عسكرية أمام والد كاسلريه، اللورد لندنديري. كان بورتر قسًّا مشيخيًا لعائلته ووكيل حملته الانتخابية في عام 1790، لكنه أصبح شخصية مشهورة في ألستر ككاتب هجائي عن نبلاء المقاطعة، في عمله "بيلي بلاف"، الذي صوّر فيه لندنديري مرارًا كطاغية غير فصيح.

## قانون الاتحاد ووعد التحرير
في عام ١٧٩٩، وفي إطار تعزيز رؤيته السياسية وسياسات بيت، بدأ كاسلري بممارسة الضغط في البرلمانين الأيرلندي والبريطاني من أجل اتحاد يضم أيرلندا مع بريطانيا العظمى في المملكة المتحدة. بالإضافة إلى تأمين الحماية ضد الفرنسيين، رأى كاسلري أن الميزة الرئيسية في وضع أيرلندا تحت سيطرة التاج مباشرةً في برلمان وستمنستر هي حلٌّ للقضية الرئيسية في إدارة البلاد، ألا وهي القضية الكاثوليكية.  :127"ونظرًا لارتباطه بإنجلترا، فقد استنتج أن "البروتستانت، الذين يشعرون بأنهم أقل عرضة للخطر، سوف يكونون أكثر ثقة وليبرالية"، في حين أن الكاثوليك، الذين تحولوا إلى أقلية داخل المملكة الأكبر، سوف يخفضون توقعاتهم ويعتدلون في مطالبهم.
أثناء حملة تمرير قانون الاتحاد، نقل كل من كاسلريه وكورنواليس، بنية حسنة، تطمينات غير رسمية كانوا قد تلقوها من حكومة وليم بيت إلى الكاثوليك الأيرلنديين بأنهم سيسمح لهم بالجلوس في البرلمان الجديد للمملكة المتحدة. غير أن المعارضة في إنجلترا، ولا سيما من الملك جورج الثالث، أجبرت كاسلريه على تحدي ما رآه "جوهر منطق الاتحاد". مشروع قانون الاتحاد، الذي ساعد على تمريره في البرلمان الأيرلندي من خلال توزيع سخي للألقاب والمنافع، لم يتضمّن أي بند لتحرير الكاثوليك. وقد أُبقي على جهاز تنفيذي أيرلندي منفصل في دبلن، لكن التمثيل، الذي ظل بالكامل بروتستانتيًا، نُقل إلى وستمنستر بصفته البرلمان الموحّد للمملكة المتحدة لبريطانيا العظمى وأيرلندا.
حاول بيت الوفاء بالتزامه، ولكن عندما اتضح أن الملك قد اتصل بهنري أدينغتون ، المعارض للتحرر الكاثوليكي، لتولي رئاسة الوزراء خلفًا له، استقال كلٌّ من كاسلري وبيت. وسيظل كاسلري مسؤولًا شخصيًا لفترة طويلة من قبل العديد من الكاثوليك في أيرلندا عن إخلاله بالوعد وفشل الحكومة البريطانية في إزالة ما تبقى من عوائق سياسية.  

## رئيس مجلس الرقابة

### ويلزلي والهند
في البرلمان الجديد للمملكة المتحدة، خفّت التوترات داخل صفوف حزب المحافظين الحاكم بشأن تحرير الكاثوليك، وبعد أن حصل هنري أددينغتون على وقف الأعمال العدائية مع فرنسا (سلام أميان)، أدخل كاسلريه في تموز 1802 إلى مجلس الوزراء بصفته رئيس مجلس الرقابة. وكانت مهمته الأساسية التوسط في النزاعات المريرة بين الحاكم العام للهند، ريتشارد ويلزلي (شقيق آرثر ويلزلي)، ومديري شركة الهند الشرقية، فعمل على تهدئة الخلافات مع دعمه العام لسياسات اللورد ويلزلي. في عام 1805، ومع تجدد الصراع ضد نابليون في أوروبا باعتباره الأولوية القصوى، أشرف على استدعاء ويلزلي واستبداله باللورد كورنواليس، وعلى التخلي اللاحق عن معظم مكاسب ويلزلي الأخيرة في وسط الهند.

### التدخلات الأيرلندية
رغم أن اهتماماته ومسؤولياته البريطانية استحوذت على المزيد من وقته، وأصبحت زياراته إلى موطنه نادرة وقصيرة، ظل كاسلريه يأمل في أن يفعل شيئًا من أجل إيرلندا من مقاعد الحكومة. عند دخوله مجلس الوزراء كتب إلى أددينغتون يعرب عن أسفه لدور جماعة الأورانج في إذكاء العنف الطائفي، وأثنى على فرض "القانون بصرامة على جميع الأطراف" حتى لا يجد "أعداؤنا الأجانب" في الحروب المقبلة حليفًا داخليًا ناقمًا. وأكثر من ذلك، حصل على موافقة مجلس الوزراء على مخططات تضمن ألا تكون الكنيسة الرسمية وحدها من تبشر بالولاء للتاج.
ولمواجهة "الحزب الديمقراطي في السينودس [البروتستانتي]، الذي كان معظمه، إن لم يكن مشاركًا في التمرد، مصابًا بشدة بمبادئه"، اقترح تحويل المنحة الملكية القائمة، التي كانت الهيئة البروتستانتية توزعها بالتساوي بين رجال الدين، إلى منحة تُصرف حسب التقدير الفردي، بحيث يتعين على كل قسيس تقديم طلب منفصل مصحوب بإثباتات وتصريحات بالولاء. أما جهوده لتوسيع خطة مماثلة لتشمل رجال الدين الكاثوليك فقد واجهت مقاومة أشد؛ إذ رفض القساوسة قبول الدعم من التاج طالما ظل يرفض منح أتباعهم المساواة السياسية.
في إيرلندا، كانت طبقة الصعود الأنجلو-إيرلندية بطيئة في مسامحة كاسلريه على خسارتهم برلمانهم. فقد خرقت مركيزة داونشير الأرملة الهدنة الانتخابية لعائلتها مع آل ستيوارت في مقاطعة داون، وفي تموز 1805 أجبرت كاسلريه على الدفاع عن مقعده البرلماني (الذي أصبح الآن في وستمنستر). وفي الحملة، واجه أيضًا عداء رجال الإيرلنديين المتحدين غير التائبين—أمثال ويليام درينان، الذين شاركوا في ما وصفه كاسلريه بأنه "مخطط عميق لإعادة السينودس البروتستانتي إلى صفوف الديمقراطية". (في عام 1810، وبعد خروج كاسلريه من المنصب، حصل درينان وأصدقاؤه على منحة حكومية لتعليم القساوسة البروتستانت في مؤسستهم الأكاديمية الجديدة في بلفاست ذات الطابع الليبرالي الواضح).
وعلى الرغم من هيبة منصب وزاري جديد في لندن، هُزم كاسلري في حملة اتسمت بالتشهير المتكرر بفشله في إنجاب طفل، وبسخرية أولئك الذين لم يكونوا أصدقاء لداونشاير، ذكّروه بالمبادئ التي وقف عليها في عام 1790.  :204–205وقد قوبلت أنباء هزيمته باحتفالات عامة في دبلن وبلفاست.  :116
عند عودته إلى لندن، وجد له الخزانة مقعدًا بديلًا في بوروبريدج، وهي دائرة انتخابية فاسدة خاضعة لسيطرة الحكومة. وبعد أن صالح آل داونشير، واستطاع الاستفادة من انتصارات آرثر ويلزلي (دوق ولنغتون المستقبلي)، الذي عينه قائدًا في حرب شبه الجزيرة، انتقم كاسلريه في عام 1812 من إذلاله، واستعاد مقعد العائلة.

## وزير الحرب

### هانوفر، كوبنهاغن، ووالشرين
بعد تجدد الحرب ضد نابليون ، عاد بيت إلى رئاسة الوزراء عام ١٨٠٤ بناءً على حث كاسلري وداعمين آخرين. انضم كاسلري إلى الحكومة الجديدة كوزير دولة لشؤون الحرب والمستعمرات .
وأثناء دفعه لإصلاحات عسكرية، شارك بيت في دعم سياسة التدخل العسكري العدواني. في تشرين الأول 1805، نُزل جيش بقيادة الجنرال السير جورج دون عند مصب نهر الإلبه بهدف تحرير هانوفر. لكن بعد انتصار نابليون على الجيشين الروسي والنمساوي في أوسترليتز في كانون الأول، اضطر الجيش البريطاني للانسحاب بتكلفة باهظة.
بصفته العضو الوحيد الآخر في حكومة بيت في مجلس العموم، أصبح كاسلري نائبه السياسي، متحملاً أعباءً متزايدة مع استمرار تدهور صحة بيت.  بعد وفاة بيت عام 1806، استقال كاسلري وسط فوضى وزارة المواهب . وعندما انهارت تلك الحكومة، عاد كاسلري ليشغل منصب وزير الدولة للحرب والمستعمرات عام 1807، وهذه المرة في وزارة دوق بورتلاند . 
في آب 1807، وافق على قصف البريطانيين للعاصمة الدنماركية المحايدة، كوبنهاغن، بالتنسيق مع وزير الخارجية جورج كاننغ. وقد سعوا إلى الاستيلاء الوقائي على الأسطول الدنماركي النرويجي أو تدميره، خوفًا من وقوعه في يد الفرنسيين. وأدى هذا الحادث إلى اندلاع الحرب الإنجليزية الروسية عام 1807، وانضمام الدنمارك إلى النظام القاري وتحالفها مع فرنسا.
في عام 1808، حذر دومورييه كاسلريه من أن أفضل سياسة يمكن لإنجلترا اتباعها تجاه مستعمرات أمريكا الإسبانية هي التخلي عن فكرة الغزو العسكري على يد آرثر ويلزلي، ودعم تحرير تلك الأراضي بدلًا من ذلك. علاوة على ذلك، اقترح دومورييه أنه بعد التحرير، ينبغي إقامة ملكية دستورية، مع تعيين دوق أورليان المنفي ملكًا.
في عام 1809، وبينما كانت مركيزة داونشير الأرملة تحيك المؤامرات ضده في لندن، واجه كاسلريه تدقيقًا عدائيًا خاصًا بسبب كارثة حملة والشرين.

## العضوية البرلمانية والسياسية للورد كاسلريه
| البرلمان               | الدائرة الانتخابية | الفترة                           | معه في التمثيل                                                            | سبقه                                    | خلفه                               |
| ---------------------- | ------------------ | -------------------------------- | ------------------------------------------------------------------------- | --------------------------------------- | ---------------------------------- |
| برلمان أيرلندا         | مقاطعة داون        | 1790–1801                        | إيرل هيلزبورو (1790–1793)، فرانسيس سافاج (1794–1801)                      | إيرل هيلزبورو، هون. إدوارد وورد         | —                                  |
| برلمان بريطانيا العظمى | تريغوني            | 1794–1796                        | ماثيو مونتاغو                                                             | جون ستيفنسون، ماثيو مونتاغو             | ليونيل كوبلي، جون نيكلز            |
| برلمان المملكة المتحدة | نيوتاون ليمافادي   | 1798                             | هيو كارنكروس                                                              | هيو كارنكروس، هون. ريتشارد ترينش        | جون ماكسويل، آير باور ترينش        |
| برلمان بريطانيا العظمى | أورفورد            | 1796–1797                        | روبرت سيمور-كونواي                                                        | ويليام سيمور-كونواي، روبرت سيمور-كونواي | روبرت سيمور-كونواي، إيرل يارموث    |
| برلمان المملكة المتحدة | داون               | 1801–1805                        | فرانسيس سافاج                                                             | دائرة جديدة                             | فرانسيس سافاج، جون ميد             |
| برلمان المملكة المتحدة | بورو بريدج         | كانون الثاني – تشرين الثاني 1806 | إدوارد بيركلي بورتمن                                                      | جون سكوت، إدوارد بيركلي بورتمن          | هنري دوكنز، وليم هنري كلينتون      |
| برلمان المملكة المتحدة | بليمبتون إيرل      | 1806–1812                        | لوشينغتون (1806–1807)، وليم هاربورد (1807–1810)، هنري دروموند (1810–1812) | إدوارد غولدِنغ، فيليب ميتكالف            | رانالد جورج ماكدونالد، جورج داكيت  |
| برلمان المملكة المتحدة | كليذرو             | 1812                             | روبرت كيرزون                                                              | روبرت كيرزون، جيمس غوردون               | روبرت كيرزون، إدوارد بوتل-ويلبرهام |
| برلمان المملكة المتحدة | داون               | 1812–1821                        | جون ميد (1812–1817)، لورد آرثر هيل (1817–1821)                            | جون ميد، هون. روبرت وورد                | لورد آرثر هيل، ماثيو فورد          |
| برلمان المملكة المتحدة | أورفورد            | 1821–1822                        | إدموند ألكسندر ماكنوغتن                                                   | جون دوغلاس، إدموند ماكنوغتن             | إدموند ماكنوغتن، تشارلز روس        |

## المبارزة مع كاننغ
ادعى كاننغ أنه عارض حملة والشرين، ووصف إنزال القوات على السواحل الهولندية بأنه انحراف غير حكيم وغير مُعدّ له من قوات حرب شبه الجزيرة. كان كاسلريه يحظى بدعم الجنرال ويلزلي، وظهرت أدلة لاحقًا تشير إلى أن وزير الخارجية نفسه تدخل في الخطة، واختار إيرل تشاتام لقيادة الحملة. أصبحت حكومة بورتلاند مشلولة بشكل متزايد بسبب النزاع بين الرجلين. وكان بورتلاند في تدهور صحي ولم يتخذ أي موقف، إلى أن هدد كاننغ بالاستقالة ما لم يُقال كاسلريه. وعندما اكتشف كاسلريه أن شروط كاننغ قد قُبلت، تحدى وزير الخارجية إلى مبارزة.
جرت المبارزة في 21 أيلول 1809 في هيث بوتني. أخطأ كاننغ، لكن كاسلريه أصابه في فخذه. وأثار الحادث موجة من الغضب؛ إذ لم يكن من المقبول أن يسعى وزيرا حكومة لتسوية خلافاتهما بهذه الطريقة، ما اضطر كلاهما إلى الاستقالة. وبعد ستة أشهر، نشر كاننغ رواية كاملة لأفعاله في القضية، لكن العديد ممن دعموه في البداية أصبحوا يعتقدون أن كاسلريه قد خُدع من قبل زميله في الحكومة.

## وزير الخارجية

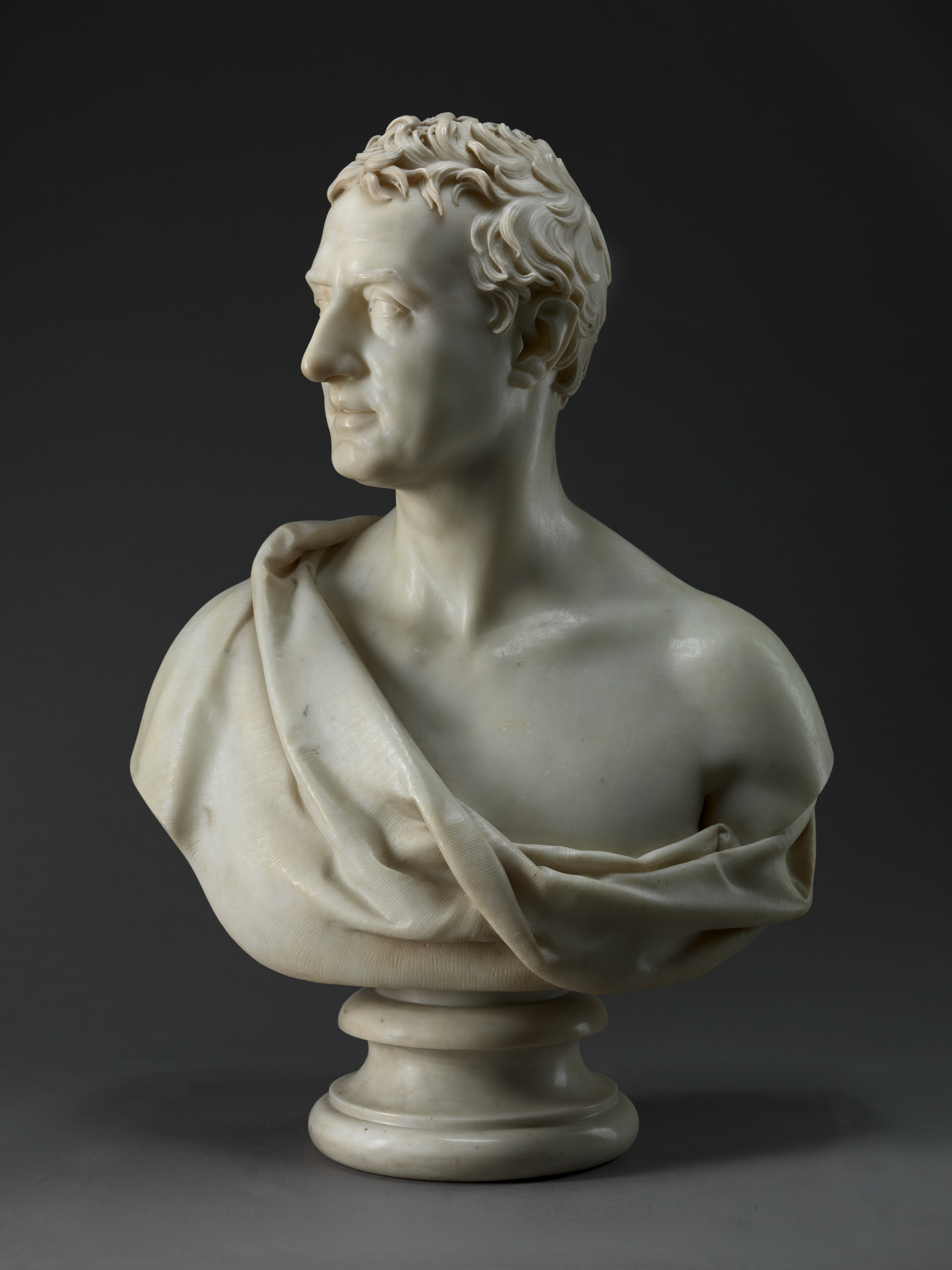
تمثال نصفي من الرخام لكاسلريا من تصميم جوزيف نوليكنز ، 1821. مركز ييل للفنون البريطانية

بعد ثلاث سنوات، في عام ١٨١٢، عاد كاسلري إلى الحكومة، هذه المرة وزيرًا للخارجية، وهو المنصب الذي شغله لعشر سنوات. كما أصبح زعيمًا لمجلس العموم في أعقاب اغتيال سبنسر بيرسيفال عام ١٨١٢.

## معاهدة شومون
في دوره كوزير للخارجية، كان كاسلري عنصراً أساسياً في التفاوض على ما أصبح يُعرف باسم التحالف الرباعي بين بريطانيا والنمسا وروسيا وبروسيا في شومون في آذار 1814، وفي التفاوض على معاهدة باريس التي جلبت السلام مع فرنسا، وكذلك في مؤتمر فيينا. كانت معاهدة شومون جزءاً من الاتفاق النهائي المعروض على نابليون بونابرت في عام 1814. وقد رفضها نابليون ولم تدخل حيز التنفيذ. ومع ذلك، أعادت البنود الأساسية تأكيد قرارات تم اتخاذها مسبقاً. وقد صادق عليها مؤتمر فيينا (1814–1815) وأدخلها حيز التنفيذ. وقد صيغت الشروط إلى حد كبير بواسطة اللورد كاسلري، الذي عرض إعانات مالية لإبقاء الجيوش الأخرى في الميدان ضد نابليون. من بين الشروط الرئيسية: إنشاء ألمانيا موحدة، وتقسيم إيطاليا إلى دول مستقلة، وإعادة ملوك آل بوربون إلى عرش إسبانيا، وتوسيع حدود الأراضي المنخفضة لتشمل ما أصبح في عام 1830 يُعرف ببلجيكا الحديثة. أصبحت معاهدة شومون حجر الأساس في التحالف الأوروبي الذي شكل توازن القوى لعقود طويلة.
يقول المؤرخ جي إم تريفليان:
في عامي ١٨١٣ و١٨١٤، لعب كاسلري الدور الذي لعبه ويليام الثالث ومارلبورو قبل أكثر من مئة عام، في الحفاظ على تحالف بين دول وأمراء غيورين، أنانيين، وضعفاء، بفضل قوة شخصيتهم وعزيمة ثابتة، مما أبقى مترنيخ، القيصر، وملك بروسيا على المسار المشترك حتى بلوغ الهدف. ومن المحتمل جدًا، لولا القيادة التي اتخذها كاسلري في مجالس الحلفاء، لما وصلت فرنسا إلى حدودها القصوى، ولا لخلع نابليون عن عرشه. 

## مؤتمر فيينا
في مؤتمر فيينا، صمّم كاسلري واقترح شكلاً من أشكال الأمن الجماعي والتعاوني لأوروبا، والذي كان يُعرف حينها باسم نظام المؤتمرات. في هذا النظام، كانت القوى الكبرى الموقعة تجتمع دورياً (كل عامين تقريباً) لإدارة شؤون أوروبا جماعياً. وقد استُخدم هذا النظام لمحاولة معالجة أزمة بولندا وساكسونيا في فيينا، ومسألة استقلال اليونان في لايباخ. وخلال السنوات العشر التالية، عُقدت خمسة مؤتمرات أوروبية حُلّت فيها النزاعات بدرجات متناقصة من الفاعلية. وأخيراً، بحلول عام 1822، انهار النظام بأكمله بسبب الخلافات الجوهرية بين بريطانيا والنمسا وروسيا، وكذلك بسبب انعدام الدعم الشعبي البريطاني لهذا النظام.
بين عامي ١٨١٢ و١٨٢٢، واصل كاسلري إدارة السياسة الخارجية البريطانية، متبعًا سياسةً قائمةً على المشاركة القارية، وهي سياسةٌ لم تكن سائدةً في السياسة الخارجية البريطانية في القرن التاسع عشر. لم يكن كاسلري متحدثًا عامًا فعالًا، وكان أسلوبه الدبلوماسي في العرض مبهمًا في بعض الأحيان. 

## إلغاء تجارة الرقيق
الرأي المناهض للعبودية في بريطانيا قويًا بما يكفي عام ١٨٠٧ لإلغاء تجارة الرقيق في جميع الأراضي البريطانية ، على الرغم من استمرار العبودية نفسها في المستعمرات حتى عام ١٨٣٣. ركز المناهضون للعبودية بعد عام ١٨٠٧ على الاتفاقيات الدولية لإلغاء تجارة الرقيق عبر المحيط الأطلسي. في عام ١٨٠٦، عارض كاسلري مشاريع قوانين ويلبر فورس لإلغاء العبودية، مجادلًا بأن بريطانيا لا تستطيع قمع تجارة الرقيق بمفردها، بل باتفاق دولي واسع النطاق فقط.  :126سعى جاهدًا بصفته وزيرًا للخارجية لتحقيق ذلك. أبرم معاهدات مع البرتغال والسويد والدنمارك، بين عامي ١٨١٠ و١٨١٤، وافقت بموجبها هذه الدول على تقييد تجارتها. كانت هذه المعاهدات تمهيدًا لمؤتمر فيينا الذي تضمن قراره الختامي إعلانًا يدين تجارة الرقيق. وقد أقرّ ويلبرفورس نفسه بأن كاسلري قد أمّن كل ما "يمكن فعله".  :229
تعاون كاسلري مع كبار المسؤولين لاستخدام البحرية الملكية في رصد سفن الرقيق واحتجازها؛ وكان يتم إرسال العبيد المُحرّرين إلى الحرية في مستعمرة سيراليون البريطانية الجديدة. كما استخدم الدبلوماسية لإبرام اتفاقيات تفتيش ومصادرة مع جميع الدول التي كانت سفنها لا تزال تنخرط في تجارة الرقيق. وواجه صعوبات كبيرة مع الولايات المتحدة، حيث كان لمصالح الجنوب المؤيدة للعبودية نفوذ سياسي قوي. فواشنطن كانت ترفض الخضوع للرقابة البريطانية في أعالي البحار. وكانت إسبانيا وفرنسا والبرتغال تعتمد كذلك على تجارة الرقيق الدولية لتزويد مزارعها الاستعمارية. ومع تزايد الاتفاقيات الدبلوماسية التي أبرمها كاسلري، بدأ أصحاب سفن الرقيق برفع أعلام زائفة لدول لم توافق على الاتفاقيات، خاصة علم الولايات المتحدة. وكان من غير القانوني بموجب القانون الأمريكي أن تنخرط السفن الأمريكية في تجارة الرقيق، ولكن فكرة أن تُطبق بريطانيا القوانين الأمريكية لم تكن مقبولة في واشنطن. واصل اللورد بالمرستون سياسات كاسلري، وبحلول الفترة ما بين 1842 و1845، تم التوصل إلى اتفاق بين لندن وواشنطن. ومع وصول حكومة أمريكية مناهضة للعبودية بقوة إلى الحكم في عام 1861، كانت تجارة الرقيق عبر الأطلسي قد وصلت إلى نهايتها. وعلى المدى الطويل، أثبتت إستراتيجية كاسلري في كبح هذه التجارة نجاحها.

## عدم التدخل في الشؤون الأوروبية
في أيّار 1820، عمّم كاسلري على كبار المسؤولين وثيقة دولة رئيسية رسمت السياسة البريطانية الرئيسية لبقية القرن. وصفها تيمبرلي وبنسون بأنها "أشهر وثيقة دولة في التاريخ البريطاني وواحدة من أوسع الوثائق عاقبة." دعا كاسلري إلى عدم تدخل بريطانيا في الشؤون القارية. وأكد أن هدف التحالف الرباعي هو احتواء فرنسا وقمع الثورات. لكن الثورة الإسبانية لم تكن تهدد السلام الأوروبي ولا أياً من القوى الكبرى. قال كاسلري إن القوى الكبرى، في الممارسة الفعلية، نادراً ما ستتفق على تحرك مشترك، وأشار إلى أن الرأي العام البريطاني لن يدعم التدخلات. وأقر بأن الدول الفردية يمكنها بالفعل التدخل في الشؤون الواقعة ضمن مجال نفوذها المعترف به، مثل تدخل النمسا في إيطاليا.

## السخرية بقلم توماس مور
بصفته كاتباً للمنشورات الساخرة في الصحافة عن حزب الويغ، لم يرحم توماس مور – الذي يُذكر أكثر كونه الشاعر القومي لإيرلندا – كاسلري من سخرية لاذعة. ففي ما عُرف بأنه "ما يعادل الرسوم الكاريكاتورية السياسية في ذلك العصر"، مثل "تذكار توم كريب إلى المؤتمر" (1818)، و"إلى السفينة التي أبحر فيها اللورد كاسلري إلى القارة" (1818)، و"حكايات لتحالف القديسين" (1823)، هاجم مور بقسوة تمايل كاسلري مع حلفاء بريطانيا الرجعيين في القارة. ففي المؤتمر، "أظهر وجهه/ ليوقع على ضياع حقوق الإنسان/ لإرهاب الروس وخداع النمساويين/ وترك الأفريقي الغريق/ يسقط دون صراع منقذ واحد".
كانت روايته الشعرية "عائلة فادج في باريس " (1818) واسعة الانتشار، لدرجة أن مور أنتج في النهاية جزءًا ثانيًا منها. عائلة فادج، عائلة إيرلندي يعمل مروجًا لكتاب كاسلري في باريس، يرافقها فيليم كونور، وهو معلم كلاسيكي بارع. كان كونور كاثوليكيًا أيرلنديًا مستقيمًا ولكنه خائب الأمل، وتعكس رسائله إلى صديقه آراء مور الخاصة. كان لإدانات كونور المتكررة لكاسلريا موضوعان متكرران. أولهما كاسلري باعتبارها "تجسيدًا للمرض الذي أصاب السياسة البريطانية جراء الاتحاد الأيرلندي":  :530–531أرسلناك يا كاسلريه - كأكوام من الموتى الذين قضوا على قاتليهم بالطاعون الذي ينشرونه. السبب الثاني هو أنه في زمن قوانين الاتحاد، كان دعم كاسلريه لتحرير الكاثوليك مخادعًا. كان كاسلريه بارعًا في "تلك الحيل الخائنة" التي "تستعبد العبد، وتقسم على تحريره"، ثم "ترفضه رفضًا سافرًا" عندما "تتحقق غايته". 
ويُقال إن هذه التهمة – أنه خان بلاده، ولوّث يديه بالدماء في عام 1798، وخدع الكاثوليك عمداً وقت الاتحاد – قد آلمت كاسلري بشدة. وقد علم مور من أحد المعارف المشتركين أن كاسلري قال إن "الأشياء المرحة والمضحكة لم تزعجه أبداً، لكن أبيات المعلم في عائلة فادج كانت شيئاً مختلفاً تماماً، وكانت سيئة الذوق حقاً". ولإلقائه نفس الاتهامات علناً ضد الوزير السابق، حُكم على الناشر الأيرلندي المقيم في لندن وعضو جماعة الأيرلنديين المتحدين السابق، بيتر فينيرتي، في عام 1811 بالسجن 18 شهراً بتهمة التشهير.

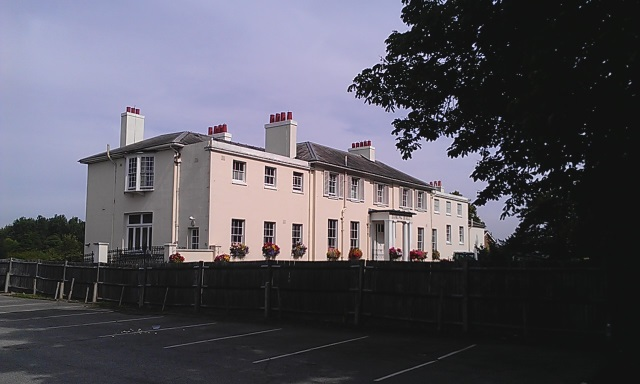
منزل كاسلري، قاعة ووليت (التي تسمى الآن قاعة لورينج)، في نورث كراي في بيكسلي ، جنوب لندن

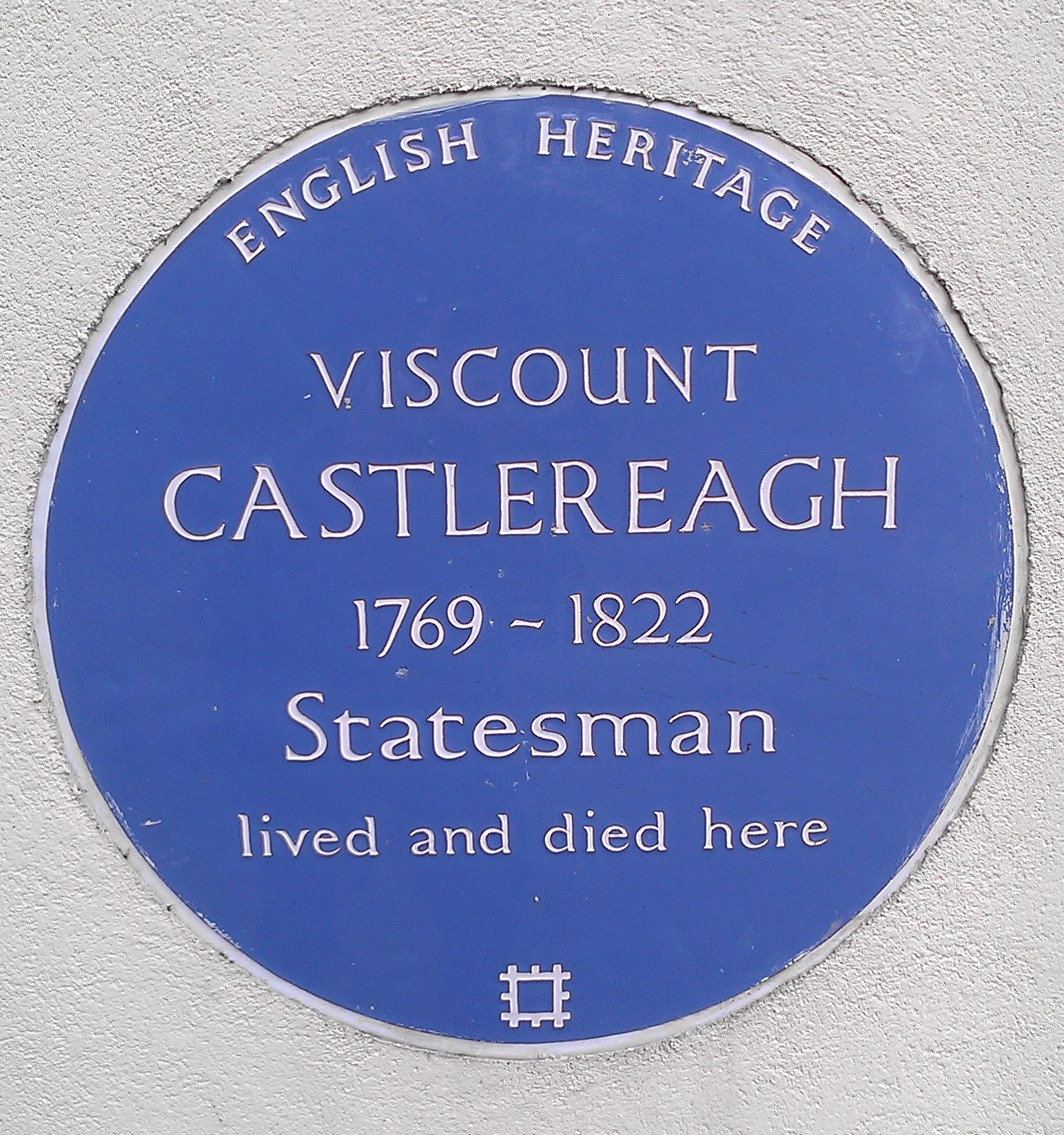
لوحة زرقاء على طول طريق نورث كراي

رغم مساهماته في هزيمة نابوليون وإعادة السلام، أصبح كاسلراي غير محبوب للغاية في الداخل. فقد تعرض للهجوم في مجلس العموم من قبل المعارضة بسبب دعمه للحكومات الأوروبية القمعية، في حين استاء العامة من دوره في التعامل مع الجانب المتعلق بمجلس العموم في قضية طلاق جورج الرابع والملكة كارولاين كما أدين بسبب ارتباطه بالإجراءات القمعية لوزير الداخلية، اللورد سيدماوث (رئيس الوزراء السابق أددينغتون).[ وبصفته زعيمًا لمجلس العموم في حكومة ليفربول، كان يُطلب منه كثيرًا الدفاع عن سياسة الحكومة داخل المجلس. وكان عليه دعم الإجراءات المكروهة على نطاق واسع التي اتخذها سيدماوث وآخرون، بما في ذلك القوانين الستة سيئة السمعة، للبقاء في الحكومة ومتابعة عمله الدبلوماسي. لهذه الأسباب، يظهر كاسلراي مع أعضاء آخرين من حكومة اللورد ليفربول في قصيدة شيلي "قناع الفوضى"، التي استُلهمت من مذبحة بيترلو وكانت نقدًا لاذعًا.
بعد وفاة والده في نيسان 1821، وهي وفاة "آلمته كثيرًا"، أصبح كاسلراي مركيز لندن‌ديري الثاني. ورغم أنه لم يعد مؤهلاً للاستمرار في الجلوس عن دائرة إيرلندية، إلا أنه كنبيل إيرلندي غير ممثل، كان مؤهلًا للجلوس في مجلس العموم عن دائرة إنكليزية. كانت الترتيبات قد أُعدّت مسبقًا، وتمكن من إخلاء مقعد داون والفوز سريعًا في انتخابات فرعية عن دائرة عمه اللورد هيرتفورد في أورفورد، والتي كان قد شغلها كنائب بين 1796 و1797. كما كان في وضع جيد لدى الملك الجديد، جورج الرابع، الذي اقترح علنًا إقالة اللورد ليفربول وتعيين كاسلراي بدلاً منه. ومع ذلك، بدأت علاقات كاسلراي مع زملائه في الحكومة في التدهور، ربما تحت تأثير البارانويا. ففي آذار 1821، أخبر شقيقه بأنه يفتقر إلى الدعم الكفء في صفوف الحكومة، وأن أعباءه البرلمانية "صعبة التحمل".
بحلول عام 1822، بدأ يظهر عليه بوضوح نوع من البارانويا أو الانهيار العصبي. كان مرهقًا جدًا من مسؤولياته في قيادة الحكومة داخل المجلس والدبلوماسية التي لا تنتهي لإدارة النزاعات بين القوى الكبرى الأخرى. لم تكن خطابتُه في المجلس على مستوى عالٍ يومًا، لكنها أصبحت في ذلك الوقت تُعد غير مفهومة تقريبًا. وتحدث عن رغبته في الاستقالة إذا لم تتحسن الأمور.
بدأ كاسلري بالاعتراف بما كان يُعتبر آنذاك نشاطًا إجراميًا. كان قد أخبر صديقته السيدة أربوثنوت أنه يتعرض للابتزاز بسبب مزاعم ارتكابه جريمة مثلية؛ وفي اجتماع مع الملك في 9 أغسطس، بدا كاسلري مشتتًا، وقال إنه كان تحت مراقبة غامضة من خادم، وأنه ارتكب جميع أنواع الجرائم، وأضاف أخيرًا: "أنا متهم بنفس جريمة أسقف كلوغر". حوكم بيرسي جوسلين ، الذي كان أسقف كلوغر حتى الشهر السابق، بتهمة المثلية الجنسية. استنتج الملك أنه مريض وحثه على الراحة.  :541–542
أرسل الملك بعد ذلك رسالة إلى اللورد ليفربول يحذره فيها من مرض كاسلراي؛ لكن ليفربول لم يأخذ الأمر بجدية في البداية وتجاهل الرسالة. لاحقًا في اليوم ذاته، التقى كاسلراي بزميله في الحكومة، دوق ويلينغتون. تصرف كاسلراي بنفس الطريقة التي تصرف بها مع الملك؛ فقال له ويلينغتون بصراحة إنه ليس في وعيه الكامل، ونصحه برؤية طبيب، وأبلغ الطبيب الشخصي لكاسلراي، تشارلز بانكهيد، بالإضافة إلى أصدقاء كاسلراي، عائلة أربوثنوت. وبناءً على نصيحة بانكهيد، ذهب كاسلراي إلى بيته الريفي في ووليت هول في ووتر لاين، نورث كراي، كِنت، لقضاء عطلة نهاية الأسبوع. استمر في الشعور بالضيق، وإلى قلق أصدقائه وأسرته، بدأ يهذي بجنون عن مؤامرات وتهديدات لحياته. لم توضع عليه رقابة خاصة، رغم أن زوجته تأكدت من قفل مسدساته وشفرات الحلاقة. 
كتبت الليدي كاسلري إلى الملك تُعلمه بأن زوجها لن يتمكن من مواصلة مهامه الرسمية. ردّ الملك برسالة إلى كاسلري لم يعش وزيره ليقرأها: "تذكر مدى أهمية صحتك للبلاد، بل أهم من كل شيء بالنسبة لي".  :543–544
حوالي الساعة 7:30 صباحًا من يوم 12 آب 1822، استدعى بانكهيد، الذي وجده في غرفة تبديل الملابس بعد ثوانٍ من قطعه حلقه بسكين صغيرة لم يُنتبه لها. انهار كاسلراي عند دخول بانكهيد، وتوفي على الفور تقريبًا.
تفاوتت التفسيرات الطبية اللاحقة. في ذلك الوقت، ألقى شقيقه اللوم على "المكائد التي كانت تديرها النساء المحيطات بالملك" (فلم تكن عشيقة الملك، الليدي كنينغهام، على علاقة جيدة بزوجة كاسلراي). من ناحية أخرى، خلص جورج آغر إليس إلى أن كاسلراي كان محبطًا من "لا جدوى العظمة البشرية... والآثار المؤلمة التي قد تخلّفها خيبات الأمل والانزعاج على عقل لا تحتل فيه الدين مكانة عليا، إذ لا شك لدي أن الوضع البائس الظاهر في إنكلترا كان السبب الحقيقي في... حالته النفسية المؤسفة". وذهبت أحكام لاحقة إلى أن المشكلة سببها الإفراط في العمل والضغط النفسي، أو "مرض اكتئابي ذهاني". وترى نظريات أخرى أن حالات مرضية متعددة لم تُفسر آنذاك كانت مرتبطة بمرض الزهري.

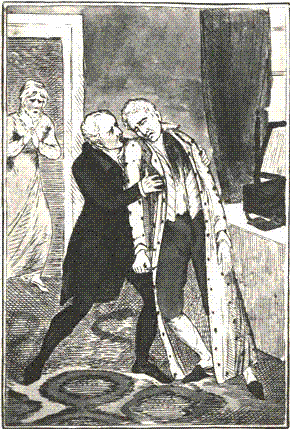
انتحار اللورد كاسلري بقلم جورج كروكشانك ، 1822

## ردود الفعل على وفاته
وخلص تحقيق إلى أن الفعل قد ارتكب أثناء الجنون، متجنبًا القيود القاسية لحكم felo de se . [ i ] سمح الحكم للسيدة لندنديري برؤية زوجها مدفونًا بشرف في دير وستمنستر  بالقرب من معلمه ويليام بيت. وشمل حاملو النعش رئيس الوزراء اللورد ليفربول ورئيس الوزراء السابق اللورد سيدماوث ورئيسي وزراء مستقبليين، دوق ويلينغتون وفريدريك روبنسون .  ادعى بعض المتطرفين، ولا سيما ويليام كوبيت ، وجود "تستر" داخل الحكومة واعتبروا الحكم والجنازة العامة لكاسلريا بمثابة لائحة اتهام دامغة للنخبوية وامتياز النظام الانتخابي غير الإصلاحي. في جنازته في 20 أغسطس، كانت الحشود التي اصطفت على طول طريق الجنازة محترمة ومهذبة بشكل عام، ولكن سُمع بعض الاستهزاء والإهانات (وإن لم يكن بمستوى الإجماع المتوقع في الصحافة المتطرفة)؛ وكان هناك هتاف عندما تم إخراج النعش من السيارة الجنائزية عند باب الدير.  لم يتم تشييد نصب تذكاري للجنازة حتى عام 1850 عندما قام بذلك أخوه غير الشقيق وخليفته، تشارلز ستيوارت فين، ماركيز لندنديري الثالث . 
وبعد وفاته بزمن، كتب اللورد بايرون بيتاً ساخرًا عن قبره:

## شجرة العائلة
روبرت ستيوارت (كاسلري) مع زوجته ووالديه وبعض أقاربه المختارين. لم يكن له أبناء.
وقد كان بعض خصومه قاسيين في أحكامهم عليه. تحدّى توماس كريفي "أي إنسان أن يكتشف سمة واحدة في شخصيته يمكن أن تصمد أمام النقد للحظة واحدة. من خلال الخبرة، وحسن السلوك، والشجاعة الكبيرة، تمكن من إدارة مجلس العموم الفاسد إلى حدٍّ ما، ببعض المهارة. هذه كل مزاياه الفكرية. كان فكره محدودًا، ولا يملك أي معرفة، وقضى حياته كلّها في احتقار بارد ومعلن لكل مبدأ عام شريف". أما السير روبرت ويلسون فقد رأى أنه "لم يكن هناك قطّ عدو أعظم للحرية المدنية، ولا عبدًا أكثر خنوعًا".
التقيتُ بالقتل في الطريق –
كان يضع قناعًا مثل كاسلراي –
كان يبدو ناعمًا جدًا، لكنه قاتم؛
سبعة من كلاب الصيد تتبعه.
كانوا جميعًا بدينين؛ ولِمَ لا
وهم في حالة ممتازة،
إذ كان يُلقي لهم القلوب البشرية ليمضغوها
واحدًا تلو الآخر، واثنين اثنين،
من عباءته الواسعة.
يؤكد المؤرخون المعاصرون على نجاح مسيرة كاسلريه المهنية رغم الكراهية والمهانة التي تعرض لها. يُقارن تريفليان بين إنجازاته الإيجابية وإخفاقاته المؤلمة. وقد نالت دبلوماسيته استحسان المؤرخين. فعلى سبيل المثال، أوصى المؤرخون الدبلوماسيون عام 1919 بتبنّي سياساته الحكيمة في عامي 1814–1815 للوفد البريطاني في مؤتمرات السلام في باريس التي أنهت الحرب العالمية الأولى. ويُبرز المؤرخ آر. جي. وايت هذا التناقض:
ضع جميع رجالاتهم الآخرين في كفة، وضع كاسلريه المسكين في الكفة الأخرى – سيتفوق عليهم جميعًا... لا يسعك إلا أن تشعر بشيء من التعاطف نحوه، بعد أن واجهته لسنوات عدة، بشكل منتظم تقريبًا. إنه أشبه بفقدان علاقة فجأة. كما أنه كان رجلًا نبيلاً، والوحيد بينهم.
ويكتب كاتب سيرته جون بيو:
ربما لم يكن هناك رجل دولة قطّ كانت أفكاره على هذا القدر من الصواب، وموقفه من الرأي العام على هذا القدر من الخطأ. مثل هذا التباين بين إدراك الأهداف وفهم الوسائل يصل إلى مستوى الفشل في فن الحكم.

## الألقاب
حصل روبرت ستيوارت على لقب المجاملة في عام 1796 عندما تم تعيين والده إيرل لندنديري في طبقة النبلاء الأيرلندية .   وبعد وفاة والده في عام 1821، نجح في الحصول على لقب ماركيز لندنديري الثاني ، وهو اللقب الذي رُقي إليه والده في عام 1816. وخلفه أخوه غير الشقيق الأصغر، الجندي والسياسي والدبلوماسي تشارلز ستيوارت (فين لاحقًا) في منصب ماركيز لندنديري الثالث في عام 1822.
وقد لُقّب خلال حياته كما يلي:
- السيد روبرت ستيوارت (1769–1789)
- المحترم روبرت ستيوارت (1789–1796)
- روبرت ستيوارت، فيكونت كاسلريه (1796–1797)
- الفخامة فيكونت كاسلريه (1797–1814)
- الفخامة فيكونت كاسلريه، فارس الرباط (1814–1821)
- الأسمى، المركيز لندنديري، فارس الرباط، فارس الصليب الكبير من وسام غيّر الملكي، عضو المجلس الخاص، عضو المجلس الخاص لإيرلندا (1821–1822)

- شارع كاسلريه في سيدني سُمي باسمه سنة 1810 من قبل الحاكم ماكواري.
- وسمّى ماكواري أيضًا المنطقة السكنية في سيدني باسم كاسلريه سنة 1810.
- نهر كاسلريه في شمال غربي نيو ساوث ويلز أُطلق عليه اسمه سنة 1818 من قبل جورج إيفانز، وقد استكشفه جون أوكسلي.
- وقد حمل اسمه أيضًا مقعد كاسلريه الانتخابي في نيو ساوث ويلز منذ عام 1904 حتى 1991.

## المسيرة البرلمانية والسياسية لروبرت ستيوارت، مركيز لندن ديري (الفيكونت كاستلريه)
| المنصب                             | المدة                            | مع                                                                                         | سبقه                              | تبعه                              |
| ---------------------------------- | -------------------------------- | ------------------------------------------------------------------------------------------ | --------------------------------- | --------------------------------- |
| عضو في البرلمان عن نيوتاون ليمفادي | 1798                             | هيو كارنكروس                                                                               | هيو كارنكروسالنبيل ريتشارد ترينش  | جون ماكسويلإير باور ترينش         |
| عضو في البرلمان عن داون            | 1801–1805                        | فرانسيس سافج                                                                               | دائرة جديدة                       | فرانسيس سافججون ميد               |
| عضو في البرلمان عن بورو بريدج      | كانون الثاني – تشرين الثاني 1806 | إدوارد بيركلي بورتمن                                                                       | جون سكوتإدوارد بيركلي بورتمن      | هنري دوكينزويليام هنري كلينتون    |
| عضو في البرلمان عن بليمبتون إيرل   | 1806–1812                        | السير ستيفن لوشينغتون (1806–1807)النبيل ويليام هاربورد (1807–1810)هنري دروموند (1810–1812) | إدوارد غولدنجفيليب ميتكالف        | رنالد جورج ماكدونالدجورج داكيت    |
| عضو في البرلمان عن كليثرو          | 1812                             | روبرت كورزون                                                                               | روبرت كورزونجيمس غوردون           | روبرت كورزونإدوارد بوتل-ويلبرهام  |
| عضو في البرلمان عن داون            | 1812–1821                        | جون ميد (1812–1817)اللورد آرثر هيل (1817–1821)                                             | جون ميدالنبيل روبرت وورد          | اللورد آرثر هيلماثيو فورد         |
| عضو في البرلمان عن أورفورد         | 1821–1822                        | إدموند ألكسندر ماكناغتن                                                                    | جون دوغلاسإدموند ألكسندر ماكناغتن | إدموند ألكسندر ماكناغتنتشارلز روس |

| المنصب                         | المدة     | مع                                                | سبقه                            | تبعه |
| ------------------------------ | --------- | ------------------------------------------------- | ------------------------------- | ---- |
| عضو في البرلمان عن مقاطعة داون | 1790–1801 | إيرل هيلزبورو (1790–1793)فرانسيس سافج (1794–1801) | إيرل هيلزبوروالنبيل إدوارد وورد | —    |

| المنصب                     | المدة     | مع                 | سبقه                                  | تبعه                          |
| -------------------------- | --------- | ------------------ | ------------------------------------- | ----------------------------- |
| عضو في البرلمان عن تريغوني | 1794–1796 | ماثيو مونتاجو      | جون ستيفنسونماثيو مونتاجو             | ليونيل كوبليجون نيكولز        |
| عضو في البرلمان عن أورفورد | 1796–1797 | روبرت سيمور-كونواي | ويليام سيمور-كونوايروبرت سيمور-كونواي | روبرت سيمور-كونوايإيرل يارموث |

| المنصب                              | المدة     | مع                                                                      | سبقه                                 | تبعه                                  |
| ----------------------------------- | --------- | ----------------------------------------------------------------------- | ------------------------------------ | ------------------------------------- |
| مفوض الخزانة لأيرلندا               | 1797–1799 | إيرل شانونإسحق كوريالنبيل توماس بيلهامجون مونك ماسونلودج موريس          | إيرل شانونالنبيل توماس بيلهام وآخرون | إيرل شانونإسحق كوريتشارلز أبوت وآخرون |
| مفوض الخزانة لأيرلندا               | 1800      | إيرل شانونإسحق كوريلودج موريسفيكونت لوفتوسويليام ويكهامموريس فيتزجيرالد | —                                    | —                                     |
| السكرتير الأول لأيرلندا             | 1798–1801 | —                                                                       | النبيل توماس بيلهام                  | تشارلز أبوت                           |
| رئيس مجلس السيطرة                   | 1802–1806 | —                                                                       | إيرل دارتموث                         | اللورد مينتو                          |
| وزير الدولة لشؤون الحرب والمستعمرات | 1805–1806 | —                                                                       | إيرل كامدن                           | ويليام ويندهام                        |
| وزير الدولة لشؤون الحرب والمستعمرات | 1807–1809 | —                                                                       | ويليام ويندهام                       | إيرل ليفربول                          |
| وزير الخارجية                       | 1812–1822 | —                                                                       | مركيز ويلزلي                         | جورج كانينغ                           |
| زعيم مجلس العموم                    | 1812–1822 | —                                                                       | النبيل سبنسر برسيفال                 | —                                     |

| اللقب           | المدة     | سبقه          | تبعه                  |
| --------------- | --------- | ------------- | --------------------- |
| مركيز لندن ديري | 1821–1822 | روبرت ستيوارت | تشارلز (ستيوارت) فاين |

## انظر ايضاً
السفينة "لورد كاسلريه":
هو اسم أُطلق على سفينتين سُميّتا تيمنًا بـ اللورد كاسلريه، السياسي والدبلوماسي البريطاني البارز في أوائل القرن التاسع عشر.

## الملاحظات و المراجع

### الاستشهادات
1. 1 2  Encyclopædia Britannica | Robert Stewart, Viscount Castlereagh (بالإنجليزية), QID:Q5375741
2. 1 2  Brockhaus Enzyklopädie | Robert Castlereagh (بالألمانية), OL:19088695W, QID:Q237227
3. 1 2  Proleksis enciklopedija | Robert Stewart Castlereagh (بالكرواتية), QID:Q3407324
4. ↑  Dalibor Brozović; Tomislav Ladan (1999.), Hrvatska enciklopedija | Castlereagh, Robert Stewart, viscount (بالكرواتية), Leksikografski zavod Miroslav Krleža, OL:120005M, QID:Q1789619 {{استشهاد}}: تحقق من التاريخ في: |publication-date= (help)
5. ↑  A practice established shortly after his death, for example in Sir C. K. Webster's 1925 work Foreign Policy of Castlereagh 1812–1815, 1815–1822 and his own half-brother's 1848–53 Mems. and Corresp. Visct. Castlereagh. It reflects his having used the name of Castlereagh so long, and the name of Londonderry so briefly, and having earned most of his reputation under the former name. Furthermore, it avoids confusion with his father, who also was Robert Stewart, Lord Londonderry. cf
6. ↑  Bew 2012، صفحة 6. "On 18 June 1769 ... Robert Stewart, the future Lord Castlereagh was born into a politically active and ambitious family in an elegant townhouse at 28 Henry Street, in the north side of Dublin."
7. ↑  Debrett 1828، صفحة 635, line 3. "The marquess m. [married] 1st, 3 June 1766, Sarah-Frances Seymour, 2nd da. [daughter] of Francis, 1st marquess of Hertford, K. G. ..."
8. 1 2 3 4 5 6 7 8 9 10 11  Bew، John (2011). Castlreagh: Enlightenment, War and Tyranny. London: Quercus. ISBN:978-0857381866.
9. 1 2 3 4 5 6 7 8 9  Leigh، Ione (1952). "Castlereagh". Dublin Magazine. Collins. ج. 27 ع. January–March: 72–74.
10. ↑  Cokayne 1893، صفحة 131, line 9. "... and finally on 13 Jan. 1816 cr. MARQUESS OF LONDONDERRY [I.]"
11. ↑  Leigh 1951، صفحة 22. "Camden, interested as ever in his future, advised his father to send him up to Cambridge."
12. ↑  "Stewart, Robert (STWT786R)". A Cambridge Alumni Database. University of Cambridge.
13. ↑  House of Commons 1878، صفحة 683. "Hon. Robert Stewart DOWN County."
14. ↑  Bartlett 1966، صفحة 7, last line. "The cost ... was staggering; the Stewart alone spent £60,000, a staggering sum ..."
15. 1 2 3 4 5 6 7  Bew، John (2011). Castlreagh: Enlightenment, War and Tyranny. London: Quercus. ISBN:978-0857381866.Bew, John (2011). Castlreagh: Enlightenment, War and Tyranny. London: Quercus. ISBN 978-0857381866.
16. ↑  "STEWART, Hon. Robert (1769–1822), of Mount Stewart, co. Down. | History of Parliament Online". www.historyofparliamentonline.org. مؤرشف من الأصل في 2024-12-11. اطلع عليه بتاريخ 2021-10-12.
17. ↑  Bartlett، Thomas (22 يناير 2013). "The Catholic Question in the Eighteenth Century". History Ireland. مؤرشف من الأصل في 2021-10-28. اطلع عليه بتاريخ 2021-10-12.
18. ↑  "STEWART, Hon. Robert (1769–1822), of Mount Stewart, co. Down. | History of Parliament Online". www.historyofparliamentonline.org. مؤرشف من الأصل في 2024-12-11. اطلع عليه بتاريخ 2021-10-12."STEWART, Hon. Robert (1769–1822), of Mount Stewart, co. Down. | History of Parliament Online". www.historyofparliamentonline.org. Retrieved 12 October 2021.
19. 1 2  Hinde، Wendy (1981). Castlereagh. London: Collins. ISBN:000216308X.
20. 1 2 3 4  "STEWART, Hon. Robert (1769–1822), of Mount Stewart, co. Down. | History of Parliament Online". www.historyofparliamentonline.org. مؤرشف من الأصل في 2024-12-11. اطلع عليه بتاريخ 2021-10-12.
21. 1 2 3 4 5 6  Hinde، Wendy (1981). Castlereagh. London: Collins. ISBN:000216308X.
22. ↑  War Office, A List of the Officers of the Militia, the Gentlemen & Yeomanry Cavalry, and Volunteer Infantry of the United Kingdom, 11th Edn, London: War Office, 14 October 1805/Uckfield: Naval and Military Press, 2005, ISBN 978-1-84574-207-2.
23. ↑  "Stewart, Hon. Robert (1769–1822), of Mount Stewart, co. Down". the History of Parliament: British Political, Social & Local History. مؤرشف من الأصل في 2024-12-11. اطلع عليه بتاريخ 2021-06-01.
24. ↑  Debrett 1828، صفحة 635, line 38. "... m. [married] 9 Jan. 1794 Amelia Hobart, youngest da. [daughter] and co-h. of John, 2nd Earl of Buckinghamshire ..."
25. ↑  "The Cowan Inheritance". Public Records Office of Northern Ireland. 7 سبتمبر 2006. مؤرشف من الأصل في 2007-11-14. اطلع عليه بتاريخ 2009-07-06.
26. ↑  "No. 13922". The London Gazette. 10 أغسطس 1796. ص. 781, right column. To Robert Lord Viscount Castlereagh, and the Heirs Male of his Body lawfully begotten, by the Name Stile and Title of Earl of Londonderry, of the County of Londonderry
27. ↑  Stewart، A. T. Q. (1995). The Summer Soldiers: The 1798 Rebellion in Antrim and Down. Belfast: Blackstaff Press. ص. 22–25, 38. ISBN:978-0856405587.
28. ↑  Finnerty, Peter (1811). Case of Peter Finnerty, Including a Full Report of All Proceedings which Took Place in the Court of King's Bench Upon the Subject ... (بالإنجليزية). London: J. M'Creery. Archived from the original on 2024-11-27.
29. 1 2  "Peter Finnerty – Irish Biography". www.libraryireland.com. مؤرشف من الأصل في 2025-02-22. اطلع عليه بتاريخ 2021-03-27.
30. ↑  The National Archives, Reference U840/C562 (1797–1809). 'Insurgents in occupation at Mount Stewart', John Petty to Frances Stewart, Marchioness of Londonderry (بالإنجليزية). Archived from the original on 2025-05-29.{{استشهاد بكتاب}}:  صيانة الاستشهاد: أسماء عددية: قائمة المؤلفين (link)
31. ↑  Stewart، A. T. Q. (1995). The Summer Soldiers: The 1798 Rebellion in Antrim and Down. Belfast: The Blackstaff Press. ص. 252. ISBN:0856405582.
32. ↑   Gordon، Alexander (1896). "Porter, James (1753-1798)" . في Lee، Sidney (المحرر). قاموس السير الوطنية. London: Smith, Elder & Co. ج. 46. ص. 180–182.
33. ↑  Brendan Clifford، المحرر (1991). Billy Bluff and the Squire [1796] and Other Writing by Re. James Porter. Belfast: Athol Books. ص. 80. ISBN:978-0850340457.
34. 1 2  Politics and Administration in Ireland, 1750–1815 نسخة محفوظة 12 November 2009 على موقع واي باك مشين., James Kelley, University College Cork, Multitext Project in Irish History
35. 1 2  Leigh، Ione (1952). "Castlereagh". Dublin Magazine. Collins. ج. 27 ع. January–March: 72–74.Leigh, Ione (1952). "Castlereagh". Dublin Magazine. 27 (January–March). Collins: 72–74.
36. ↑  Bartlett 1966، صفحة 41. "Castlereagh found much of his time devoted to the thankless task of acting as a mediator between the influential Court in London and its formidable Governor-General in India, the irascible and autocratic Richard Wellesley."
37. 1 2  Colles، Ramsey (1919). The History of Ulster: From the Earliest Times to the Present Day, Volume IV. London: Gresham Publishing Co. ص. 167–168. مؤرشف من الأصل في 2025-04-07. اطلع عليه بتاريخ 2022-09-28.
38. ↑  Quinn, James (2009). "Black, Robert | Dictionary of Irish Biography". www.dib.ie (بالإنجليزية). Archived from the original on 2025-02-18. Retrieved 2022-09-28.
39. ↑  Courtney، Roger (2013). Dissenting Voices: Rediscovering the Irish Progressive Presbyterian Tradition. Belfast: Ulster Historical Foundation. ص. 170. ISBN:9781909556065.
40. ↑  Brooke، P. E. C. (1981). "Controversies in Ulster Presbyterianism 1790–1836 (Doctoral thesis). Ch. 4. The Belfast Academical Institution". www.peterbrooke.org.uk. مؤرشف من الأصل في 2025-02-22. اطلع عليه بتاريخ 2021-11-18.
41. 1 2  Bardon، Jonathan (1982). Belfast: An Illustrated History. Belfast: Blackstaff Press. ص. 80. ISBN:0856402729.
42. 1 2  Hinde، Wendy (1981). Castlereagh. London: Collins. ISBN:000216308X.Hinde, Wendy (1981). Castlereagh. London: Collins. ISBN 000216308X.
43. ↑  "Spartacus Educational". Spartacus Educational. مؤرشف من الأصل في 2008-10-24. اطلع عليه بتاريخ 2009-05-29.
44. ↑  A. N. Ryan, "The Causes of the British Attack upon Copenhagen in 1807." English Historical Review (1953): 37–55. in JSTOR نسخة محفوظة 2025-02-22 على موقع واي باك مشين.
45. ↑  Great Britain and Argentina by K. Gallo, p. 87
46. 1 2 3  "Profile: Robert Stewart, Viscount Castlereagh". NNDB. مؤرشف من الأصل في 2025-02-07. اطلع عليه بتاريخ 2009-05-29.
47. ↑  The Spectator. "Pistols at dawn". مؤرشف من الأصل في 2010-02-05. اطلع عليه بتاريخ 2010-04-03.
48. 1 2  Hunt (2008), The Duel. pp. 149
49. ↑  Fremont-Barnes & Fisher 2004، صفحات 302–305.
50. ↑  Trevelyan 1922، صفحة 133:as quoted.
51. ↑  Nicolson, Harold (2000). The Congress of Vienna: A Study in Allied Unity, 1812–1822 (بالإنجليزية). Grove Press. ISBN:978-0-8021-3744-9. Archived from the original on 2025-07-15.
52. ↑  "Profile: Robert Stewart, Viscount Castlereagh". NNDB. مؤرشف من الأصل في 2025-02-07. اطلع عليه بتاريخ 2009-05-29."Profile: Robert Stewart, Viscount Castlereagh". NNDB. Retrieved 29 May 2009.
53. ↑  James C. Duram, "A Study of Frustration: Britain, the USA, and the African Slave Trade, 1815–1870." Social Science (1965): 220–225. Online نسخة محفوظة 2024-12-19 على موقع واي باك مشين.
54. ↑  H.W.V. Temperley, and Lillian M. Penson, eds. Foundations of British Foreign Policy: 1792–1902 (1938) Quote p. 47, the paper itself pp 48–63.
55. ↑  Love, Timothy (Spring 2017). "Gender and the Nationalistic Ballad: Thomas Davis, Thomas Moore, and Their Songs". New Hibernia Review (بالإنجليزية). Center for Irish Studies at the University of St. Thomas. 21 (1): 76. DOI:10.1353/nhr.2017.0005. ISSN:1534-5815. S2CID:149071105. 660979.
56. ↑  "Thomas Moore". poetryfoundation.org. Poetry Foundation. مؤرشف من الأصل في 2025-06-29. اطلع عليه بتاريخ 2020-08-10.
57. ↑  Kelly، Ronan (2008). Bard of Eri:n: The Life of Thomas Moore. Dublin: Penguin Ireland. ص. 322–327. ISBN:978-1844881437.
58. ↑  "To The Ship In Which Lord Castlereagh Sailed For The Continent". verse.press. مؤرشف من الأصل في 2025-06-10. اطلع عليه بتاريخ 2025-05-02.
59. ↑  Moore، Thomas (1818). The Fudge Family in Paris. London: Longmans. ص. 69, 76.
60. ↑  "...he deplored the frequent attacks made in the House on the conduct of foreign governments ... he defended his part in the recent negotiations, designed to secure European equilibrium, and justified the high peacetime establishment. His chief opponent in foreign affairs was now Brougham, whose motion in favour of the Spanish Liberals he deprecated as typical of the kind of meddling in the affairs of other countries that was increasingly resented on the Continent." cf.
61. 1 2 3 4  Fisher، David R. (2009). D.R. Fisher (المحرر). "Stewart, Robert, Visct. Castlereagh (1769–1822), of Mount Stewart, co. Down; North Cray Farm, nr. Bexley, Kent and 9 St. James's Square, Mdx". The History of Parliament: the House of Commons 1820–1832. Cambridge University Press. مؤرشف من الأصل في 2024-12-04. اطلع عليه بتاريخ 2021-06-02.
62. ↑  Burke 1869، صفحة 704, left column, line 71. "The marquess d. [died] 8 Apr. 1821, and was s. [succeeded] by the son of his first marriage."
63. ↑  Bartlett 1966، صفحة 262. "Meanwhile, the burden of the poorly organised Foreign Office remained as heavy as ever. Castlereagh's private secretary, Planta, complained bitterly of the burden of work, and though one can hardly argue from the evidence that Castlereagh's mental instability was caused by overwork alone, it cannot be discounted."
64. ↑  On one occasion: "Such hash was never delivered by man. The folly of him—his speech as a composition in its attempt at style and ornament and figures, and in its real vulgarity, bombast and folly, was such as, coming from a man of his order, with 30 years parliamentary experience and with an audience quite at his devotion, amounted to a perfect miracle ... Brougham ... played the devil with him." On another occasion, when trying to explain the Government's financial plans, he was "so confused and involved in his language that the House did not in the least understand." cf.
65. ↑  It remains unclear whether there was some sort of extortion attempt, and if so, whether such attempt represented a real threat of exposure, or whether the purported blackmail was a symptom of paranoia. See H. Montgomery Hyde, Trials of Oscar Wilde, Dover Publications, (ردمك 0-486-20216-X).
66. ↑  "There is no concrete evidence that Londonderry had committed a homosexual act, but it seems that a few years earlier he had been enticed into a brothel by a man disguised as a woman, and that he was being blackmailed on that score. The case of the bishop of Clogher, which was currently the talk of the town, probably impinged on his disturbed mind."
67. ↑  "He died almost instantly, but not before he had exclaimed, 'My dear Bankhead, let me fall upon you; it is all over'." cf.
68. ↑  Bew 2012، صفحة 544. "... as Castlereagh sank to the floor with blood running from his neck and a small pen-knife in his hand with which he had cut the carotid artery in his neck."
69. ↑  Chester 1876، صفحة 498. "1822 Aug. 20 The most Hon. Robert, marquis of Londonderry, etc., in Ireland; St. James's Square, St. James's, Westminster; died on the 12th, aged 53: in the North Cross."
70. ↑  Bew، John (2011). Castlereagh: Enlightenment, War and Tyranny (ط. 1st). Quercus. ص. 549. ISBN:978-0857381866.
71. ↑  Fisher، David R. (2009). D.R. Fisher (المحرر). "Stewart, Robert, Visct. Castlereagh (1769–1822), of Mount Stewart, co. Down; North Cray Farm, nr. Bexley, Kent and 9 St. James's Square, Mdx". The History of Parliament: the House of Commons 1820–1832. Cambridge University Press. مؤرشف من الأصل في 2024-12-04. اطلع عليه بتاريخ 2021-06-02.Fisher, David R. (2009). D.R. Fisher (ed.). "Stewart, Robert, Visct. Castlereagh (1769–1822), of Mount Stewart, co. Down; North Cray Farm, nr. Bexley, Kent and 9 St. James's Square, Mdx". The History of Parliament: the House of Commons 1820–1832. Cambridge University Press. Retrieved 2 June 2021.
72. ↑  Gates 2014، صفحة 3. "What our juryman and eleven others had to decide was whether his lordship was insane at the time of his death or was felo-de-se, a self-murderer. These were the choices for the legal verdicts in 1822 ..."
73. ↑  Anonymous 1846، صفحة 372, right column. "CASTLEREAGH, a hamlet in the district of Castlereagh ... This place gives the title of Viscount to the Marquis of Londonderry."
74. ↑  "No. 13922". The London Gazette. 16 أغسطس 1796. ص. 781.

## قراءة إضافية
- بيو، جون. كاسلري: التنوير والحرب والاستبداد ، لندن: كويركس (٢٠١١)
  - مقالة مراجعة بقلم جاك جومبيرت واسرمان، في مجلة بايرون (2013) المجلد 41، العدد 1 [

- بروناتي، أندرو. "لا بد أن ينتهي الأمر، أو لا بد أن أنتهي أنا": كاسلري، الصحة النفسية والسياسة في بريطانيا في عصر الوصاية. التاريخ البرلماني (2023) 42#3 ص 348-376

- Campbell، John (2009). Pistols at Dawn: Two Hundred Years of Political Rivalry from Pitt and Fox to Blair and Brown. London: Vintage Books. ISBN:978-1-84595-091-0.
- Cecil, Algernon. British Foreign Secretaries 1807–1916 (1927) pp 1–52.online
- Charmley, John, "Castlereagh and France." Diplomacy and Statecraft 17.4 (2006): 665–673.
- Coburn, Helen. A Gentleman Among Them: The Public and Private Life of Viscount Castlereagh (Cestus 2016).
- Derry, John W. Castlereagh, London: A. Lane (1976)
- Goodlad, Graham. "From Castlereagh to Canning: Continuity and Change in British Foreign Policy," History Review (2008) Issue: 62. pp10+ online
- Hayes, Paul. Modern British Foreign Policy: The nineteenth century, 1814–80 (1975).
- Hinde، Wendy (1981). Castlereagh. London: Collins. ISBN:978-0002163088. مؤرشف من الأصل في 2023-04-22.
- Hyde، H. Montgomery (1933). The Rise of Castlereagh. London: MacMillan.
- Jarrett، Mark (2013). The Congress of Vienna and its Legacy: War and Great Power Diplomacy after Napoleon. London: I. B. Tauris & Company, Ltd. ISBN:978-1780761169.
- Lawrence, Thomas, and C. J. Bartlett. The Foreign Policy of Castlereagh, 1812–1815, Britain and the European Alliance (1925) online
- King, David.  Vienna 1814; How the Conquerors of Napoleon Made Love, War, and Peace at the Congress of Vienna, (Random House, 2008) (ردمك 978-0-307-33716-0)
- Muir, Rory. Britain and the defeat of Napoleon, 1807–1815, New Haven: Yale University Press (1966) (ردمك 978-0-300-06443-8)
- Harold Nicolson, The Congress of Vienna, Constable & Co Ltd, UK/Harcourt Brace and Company (1946)online
- Perkins, Bradford. Castlereagh and Adams: England and the United States, 1812–1823, Berkeley: University of California Press (1964)
- Schroeder, Paul W. The Transformation of European Politics, 1763–1848 (1996), European diplomatic history online نسخة محفوظة 7 April 2019 على موقع واي باك مشين.
- Webster، Charles Kingsley (1925). The Foreign Policy of Castlereagh. London: G Bell and Sons.
- Zamoyski, Adam. Rites of Peace; the Fall of Napoleon and the Congress of Vienna, HarperCollins Publishers (2007) (ردمك 978-0-06-077518-6)